# Философия науки
Филосо́фия нау́ки — раздел философии, изучающий понятие, границы и методологию науки. Также существуют более специальные разделы философии науки, например философия математики, философия физики, философия химии, философия биологии, философия медицины, философия психологии.
Философия науки как направление западной и отечественной философии представлена множеством оригинальных концепций, предлагающих ту или иную модель развития науки и эпистемологии. Она сосредоточена на выявлении роли и значимости науки, характеристик когнитивной, теоретической деятельности.
Философия науки как философская дисциплина, наряду с философией истории, логикой, методологией, культурологией, исследующей свой срез рефлексивного отношения мышления к бытию (в данном случае к бытию науки), возникла в ответ на потребность осмыслить социокультурные функции науки в условиях НТР. Это молодая дисциплина, которая заявила о себе лишь во второй половине XX в. В то время как направление, имеющее название «философия науки», возникло столетием раньше.

## Предмет
«Предметом философии науки, — как отмечают исследователи, — являются общие закономерности и тенденции научного познания как особой деятельности по производству научных знаний, взятых в их историческом развитии и рассматриваемых в исторически изменяющемся социокультурном контексте».
Философия науки имеет статус исторического социокультурного знания независимо от того, ориентирована она на изучение естествознания или социально-гуманитарных наук. Философа науки интересует научный поиск, «алгоритм открытия», динамика развития научного знания, методы исследовательской деятельности.
(Философия науки хотя и интересуется разумным развитием наук, но всё же не призвана непосредственно обеспечивать их разумное развитие, как это призвана многоотраслевая метанаука.) Если основная цель науки — получение истины, то философия науки является теоретической частью социальной практики человечества, одной из важнейших сфер применения человеческого интеллекта, в рамках которой ведется обсуждение вопроса «как возможно достижение истины?».

## Этапы становления науки
В становлении науки выделяют:
- Пранаука - формирование и обособление полезных знаний в эпоху древних цивилизаций.
- Протонаука (Protoscience) характеризует античный этап формирования научных знаний, когда происходит дифференциация и фиксация различных форм знания. Примером протонауки может служить алхимия.
- Классическая наука появляется в результате Научной революции и характеризуется механицизмом и детерминизмом лапласовского типа.
- Неклассическая наука связана с парадигмой относительности, дискретности.
- Постнеклассическая наука

## Формирование философии науки
Высшими достижениями античной философии науки стали концепции идей Платона и форм Аристотеля, однако в то время понятия философия, наука и знания "фактически совпадали". Средневековье сохранило авторитет Платона и Аристотеля во взглядах на основы научного знания, однако противопоставило их религии. Подлинное рождение науки произошло лишь в Новое время в ходе т.н. Научной революции.

## Основные направления философии науки
Непосредственной предшественницей философии науки является гносеология XVII—XVIII вв. (как эмпирическая, так и рационалистическая), в центре которой было осмысление сущности научного знания и методов его получения. Гносеологические вопросы были центральной темой классического этапа философии Нового времени — от Р. Декарта и Дж. Локка до И. Канта.
Как отдельное направление философии, философия науки оформилась в XIX в. В её развитии можно выделить несколько этапов.

### Позитивизм
Позитивизм проходит ряд стадий, традиционно называемых первым позитивизмом, вторым позитивизмом (эмпириокритицизмом) и третьим позитивизмом (логический позитивизм, неопозитивизм). Общей чертой всех перечисленных течений является эмпиризм, восходящий к Ф. Бэкону, и неприятие метафизики, под которой позитивисты понимают классическую философию Нового времени — от Декарта до Гегеля. Также для позитивизма в целом характерен односторонний анализ науки: считается, что наука оказывает существенное влияние на культуру человечества, в то время как сама она подчиняется лишь своим внутренним законам и не подвержена влиянию социальных, исторических, эстетических, религиозных и прочих внешних факторов.
Основные черты позитивизма:
- наука и научная рациональность признается высшей ценностью;
- требование перенесения естественно-научных методов в гуманитарные науки;
- попытка избавить науку от умозрительных построений, требование всё проверять опытом;
- вера в прогресс науки.

#### Первый позитивизм
Основоположником позитивизма является французский философ Огюст Конт (30-е гг. XIX века), одна из основных работ которого так и называется — «Курс позитивной философии» («Cours de philosophie positive», 1830—1842 гг.). Именно Конт выдвинул идею об отрыве метафизики от науки. Также Конт считал, что единственным источником познания служит опыт. Никаких врождённых форм познания вроде априорных суждений Канта не существует. Близкие идеи высказывали также Герберт Спенсер, Джон Милль.
Конт сформулировал закон трёх стадий — человеческое общество в своём развитии проходит через три стадии:
- теологическая — люди объясняют природу через понятие Бога;
- метафизическая — люди объясняют природу через абстрактные сущности;
- позитивная — явлениям природы даётся научное объяснение.

Конт ввёл также классификацию наук, выделив астрономию, физику, химию, биологию, социологию (социальную физику).

#### Второй позитивизм (эмпириокритицизм)
Если создатели позитивизма были не профессиональными учёными, то второй позитивизм, напротив, характеризуется более тесной связью с наукой. Одним из лидеров этого направления был Эрнст Мах, внесший вклад в разработку целого ряда направлений физики (теоретической и экспериментальной механики, оптики, акустики и др.). Другим видным представителем второго позитивизма был Рихард Авенариус, профессор Цюрихского университета, также сочетавший занятия философией с разработкой конкретных наук — биологии и психологии. Перевод названия эмпириокритицизм — «Критика опыта».
Цель данного направления позитивизма — очистить опыт. Личный опыт выражается в понятиях, являющихся историческими конструкциями и зависящих от социальных отношений. Средства выражения опыта полны мифов, заблуждений, фантазий, следовательно, требуется опыт очистить.
Эрнст Мах (1836−1916) (основные работы: «Механика. Историко-критический очерк её развития», 1883; «Познание и заблуждение», 1905) критиковал механику Ньютона за введение понятий абсолютное пространство и абсолютное время, поскольку они не наблюдаемы, а следовательно — фикции, поэтому их нужно изгнать из науки. Мах сформулировал принцип экономии мышления: наука имеет целью заменить, то есть сэкономить опыт, предвосхищая факты, а также принцип Маха: инерция тела зависит от действия всех остальных физических тел во Вселенной.
Ленин в работе «Материализм и эмпириокритицизм» критиковал эмпириокритицизм Маха, поскольку считал, что он ведёт к субъективному идеализму Берклианского толка. Мах считал, что любое познание есть биологически полезное психическое переживание. И познание и заблуждение вытекают из одних и тех же психических источников и только успех может разделить их. Источник ошибок: недостаточное внимание к условиям наблюдения.
Рихард Авенариус (1843−1896) выдвинул требование критики опыта: опыт следует проверить, так как личный опыт выражен в социально обусловленных понятиях, которые суть исторические конструкции. Среди других идей Авенариуса принцип наименьшей траты сил, признание описания идеалом науки, отказ от объяснения, стремление к надпартийности, критический пересмотр всех истин, возвращение к «естественному понятию мира».

#### Третий позитивизм (логический позитивизм)
Как направление философии науки, третий позитивизм (логический позитивизм, «Венский кружок» или неопозитивизм) возник из дискуссий группы интересующихся философией учёных-специалистов (математиков, физиков, социологов), которые в 20-х — 30-х годах регулярно собирались в Венском университете. Участники этого кружка были вдохновлены успехами двух видных мыслителей XX в.: Бертрана Рассела в области оснований математики («Principia Mathematica») и его ученика Витгенштейна, положившего математические идеи Рассела в основание своей философии («Логико-философский трактат»). Логические позитивисты решили перенести логико-математические идеи Рассела и Витгенштейна на философию науки и построить её, подобно математике, аксиоматически. Базисом (аксиомами) должны были служить бесспорные эмпирические факты (т. н. «протокольные предложения»), а все теории должны получаться из базисных утверждений путём логических выводов.
Логический позитивизм выдвинул ряд требований, в числе которых отказ от гегелевской метафизики понятий, так как невозможно получать новые знания только путём анализа понятий и их определений. Философия должна быть не системой абсолютного знания, а методом критического исследования. Задача философии: прояснения смысла понятий с помощью логического анализа.
Язык рассматривался как мост между чувственным и нечувственным, поскольку он, с одной стороны, система чувственно воспринимаемых звуков, а с другой стороны, связан с нечувственными по сути мыслями. В поисках истинного знания следует обратиться не к психологическому анализу восприятий, а к логическому анализу языка. Методы анализа языка были разработаны Г. Фреге, рассмотревшим структуру слова и нашедшим, что слово имеет три компоненты: смысл, значение, денотат (треугольник Фреге). Денотат — это обозначаемый предмет. Значение собственных имен — обозначаемые предметы; предложений — истинностное значение (истина/ложь); понятий — неопределено. Понятие — функция аргумента, его значение «ненасыщено», в отличие от собственных имен не означает некий предмет. Смысл появляется только на уровне высказывания и связан не с предметом, а со способом его задания. Фреге считал, что если имя не имеет объекта, то оно бессмысленно.
Пример: выражения «Утренняя звезда» и «Вечерняя звезда» имеют одно значение (планета Венера), но разный смысл.
Введение понятия смысла символизировало отказ от традиционной (аристотелевской) логики, где изолированные понятия рассматривались как неизменные. Смысл зависит от конкретного контекста словоупотребления и делает возможным понимание языка конкретным человеком, то есть имеет отношение к внутреннему миру или душе человека. Денотат связывает слово с миром вещей, а значение — с миром идей или всеобщих знаков, благодаря которым возможна коммуникация между людьми.
Бертран Рассел (1872—1970) отказался от понятия смысла и принял существование только значений. Слова он рассматривал как имена универсалий, их значение суть некоторая дескрипция, принимаемая человеком (теория дескрипций). Но, отказавшись от понятия смысла, Рассел столкнулся с проблемой значения терминов, обозначающих несуществующие объекты: если А — некоторое имя, то, если оно не бессмысленно, объект должен существовать. Но если объекта нет? Он предположил, что имена — не обозначение реальности, а только сокращенные дескрипции.
Пример: «Гомер — автор Илиады и Одиссеи».
Но перед ним возник вопрос: будут ли имя и дескрипция полностью взаимозаменяемы?
Например, вы хотите узнать является ли Гомер автором Илиады и Одиссеи. Фраза «является ли Гомер автором Илиады и Одиссеи?» представляет собой содержательный вопрос, а фраза «является ли автор Илиады и Одиссеи — автором Илиады и Одиссеи?» представляет собой тавтологию, поэтому имя и дескрипция не могут быть полностью взаимозаменяемы.
Чтобы решить проблему значения несуществующих объектов, Рассел предположил, что имя несуществующего объекта и предложения о нём не бессмысленны, они ложны.
Пример: Рассмотрим предложения
«Нынешний король Франции лыс» — оно ложно;
«Нынешний король Франции не лыс» — оно тоже ложно.
Но два противоположных утверждения об одном и том же не могут быть ложными одновременно. Поэтому Расселу пришлось прибегнуть к логическому анализу, чтобы показать, что любое утверждение всегда содержит предположение о существовании. Например «Существует Х такой, что Х — нынешний король Франции и Х — лыс». Тогда значение «ложь» следует приписать первой части данного предложения: Существует Х.
Б. Расселу принадлежит выделение трёх видов бессмыслицы:
1. Бессмысленные слова в осмысленных сочетаниях

Пример: Глокая куздра штеко будланула бокра и курдячит бокрёнка.

 — автор фразы Л. Щерба
2. Осмысленные слова в бессмысленных сочетаниях

Пример: «жареный лёд», «Луна умножает четырёхугольно»

3. Бессмысленные слова в бессмысленных сочетаниях

Пример: Дыр бул щил убещур

— автор А. Кручёных
Рассел и Витгенштейн разрабатывали концепцию логического атомизма. Их цель заключалась в том, чтобы создать логически совершенный язык, который обеспечит однозначное соответствие между словами и фактами. Эта концепция смыкалась с концепцией логического эмпиризма: все наше знание из опыта. Слова только обозначают то, что известно из опыта, а однозначное соответствие между словами и фактами позволит сделать анализ языка анализом структуры мира. Согласно Л. Виттгенштейну, атом — элементарная пропозиция, соответствующая состоянию дел. Такая пропозиция с необходимостью либо истинная, либо ложная.
Язык и реальность, пропозиция и факт — мы не думаем о них как о двух различных сущностях. Следовательно, изучая синтаксис, мы можем получить знания о структуре мира. Предложение рассматривалось Л. Виттгенштейном как картина: «Предложение свою форму показывает».
Венский кружок принял логический атомизм и эмпиризм Рассела и Л. Виттгенштейна. Программа венского кружка включала:
а) установку на достижение единства знания;
б) признание единства языка ведущим условием объединения научных законов в цельную систему;
в) признание осуществимости единства языка только лишь на базе редукции всех высказываний научного порядка к интерсубъективному языку протоколов.
Анализ языка позволил логическим позитивистам выделить следующие виды предложений:
- предложения, не имеющие предметного содержания, сводимые к тавтологии и относящиеся к логико-математической сфере, — аналитические, логические истины;
- осмысленные предложения, сводящиеся к эмпирическим фактам и относимые к сфере конкретных наук — фактические истины;
- прочие предложения — абсурдны (бессмысленны), включая «метафизические» или философские предложения.

Логический позитивизм сформулировал принцип верификации: верификация — критическая проверка предложений.
Виды верификации: эмпирическая (проверка опытом) и логическая (соответствие структуры предложения логическим правилам).
Девиз Венского кружка — «Логика и опыт».
Однако это направление потерпело неудачу. В середине XX в. было вскрыто сразу несколько принципиальных затруднений, непреодолимых в логическом позитивизме. Смысл их состоял в том, что метафизику, то есть непроверяемые понятия нельзя было изгнать из науки, так как к непроверяемым относятся некоторые фундаментальные научные понятия и принципы. Это привело к возникновению множества альтернативных взглядов на науку, получивших общее название «постпозитивизм».

### Постпозитивизм
Постпозитивизм — собирательное название множества различных концепций, в чём-то схожих, а в чём-то друг другу противоречащих. Все они возникли как попытки преодоления недостатков позитивизма.

#### Критический рационализм К. Поппера
Карл Поппер (англ. Karl Raimund Popper, 1902—1994) вместо процедуры верификации, занимавшей центральное место в концепции логических позитивистов, ввёл процедуру фальсификации (см. работу «Логика научного исследования» в сборнике «Логика и рост научного знания»).
Поппер сформулировал принцип фаллибилизма (погрешимости): любое научное знание носит лишь гипотетический характер и подвержено ошибкам. Рост научного знания осуществляется благодаря выдвижению и опровержению гипотез, то есть в соответствии с принципом фальсификации.
Попперу принадлежит концепция трех миров: мир вещей, мир человеческого (личностного) знания, мир объективного знания (почти как у Платона — это мир идей).

#### Концепция исследовательских программ И. Лакатоса
Лакатос, ученик Поппера, называл свою концепцию «усовершенствованным фальсификационизмом». Он ввёл понятие исследовательской программы, которое позволило более реалистично описать историю науки.
Только последовательность теорий, а не отдельную теорию можно классифицировать как научную/ненаучную. Ряд теорий

{\displaystyle T_{1}} — {\displaystyle T_{2}} — {\displaystyle \cdots } — {\displaystyle T_{n}}

представляет собой исследовательскую программу. Принадлежность к данной «исследовательской программе» определяется сохранением в каждой новой теории метафизических предложений, образующих твердое ядро научно-исследовательской программы. Твердое ядро неизменно, оно не приходит в сопоставление с опытом непосредственно, это обеспечивает защитный пояс вспомогательных гипотез. При появлении фальсифицирующего факта ядро сохраняется, а защитный пояс меняется.
По Попперу, при появлении фальсифицирующего примера теория должна быть отвергнута. Согласно Лакатосу, наивный (попперовский) фальсификационизм не верен: теория держится до тех пор пока проблематичные факты могут быть объяснены путём изменения защитного пояса, то есть добавлением вспомогательных гипотез.
В концепции же Лакатоса рассматривается не отдельная теория, а их последовательность. Смена теории {\displaystyle T_{k}} на {\displaystyle T_{k+1}} называется сдвигом программы. Если смена теории приводит к открытию новых фактов, то сдвиг программы прогрессивный. Если сдвиг не добавляет эмпирического содержания, он называется регрессивный. Подлинно научным является прогрессивный сдвиг исследовательской программы, который обеспечивает знание новых фактов.

#### Концепция исторической динамики науки Т. Куна
Кун ввёл в философию науки такие понятия, как научная парадигма, научное сообщество, нормальная наука и научная революция. По Куну, развитие науки происходит скачками.
Концепция социологической и психологической реконструкции и развития научного знания связана с именем и идеями Т.Куна, изложенными в его широко известной работе по истории науки «Структура научных революций». В этой работе исследуются социокультурные и психологические факторы в деятельности как отдельных ученых, так и исследовательских коллективов.
Кун считает, что развитие науки представляет собой процесс поочередной смены двух периодов — «нормальной науки» и «научных революций». Причем последние гораздо более редки в истории развития науки по сравнению с первыми. Социально-психологический характер концепции Куна определяется его пониманием научного сообщества, члены которого разделяют определённую парадигму, приверженность к которой обуславливается положением его в данной социальной организации науки, принципами, воспринятыми при его обучении и становлении как ученого, симпатиями, эстетическими мотивами и вкусами. Именно эти факторы, по Куну, и становятся основой научного сообщества.
Центральное место в концепции Куна занимает понятие парадигмы, или совокупности наиболее общих идей и методологических установок в науке, признаваемых данным научным сообществом. Парадигма обладает двумя свойствами: 1) она принята научным сообществом как основа для дальнейшей работы; 2) она содержит переменные вопросы, то есть открывает простор для исследователей. Парадигма — это начало всякой науки, она обеспечивает возможность целенаправленного отбора фактов и их интерпретации. Парадигма, по Куну, или «дисциплинарная матрица», как он её предложил называть в дальнейшем, включает в свой состав четыре типа наиболее важных компонентов:
- «символические обобщения» — те выражения, которые используются членами научной группы без сомнений и разногласий, которые могут быть облечены в логическую форму;
- «метафизические части парадигм» типа: «теплота представляет собой кинетическую энергию частей, составляющих тело»;
- ценности, например, касающиеся предсказаний, количественные предсказания должны быть предпочтительнее качественных;
- общепризнанные образцы.

Все эти компоненты парадигмы воспринимаются членами научного сообщества в процессе их обучения, роль которого в формировании научного сообщества подчеркивается Куном, и становятся основой их деятельности в периоды «нормальной науки». В период «нормальной науки» ученые имеют дело с накоплением фактов, которые Кун делит на три типа:
- клан фактов, которые особенно показательны для вскрытия сути вещей. Исследования в этом случае состоят в уточнении фактов и распознании их в более широком кругу ситуаций;
- факты, которые хотя и не представляют большого интереса сами по себе, но могут непосредственно сопоставляться с предсказаниями парадигмальной теории;
- эмпирическая работа, которая предпринимается для разработки парадигмальной теории.

Однако научная деятельность в целом этим не исчерпывается. Развитие «нормальной науки» в рамках принятой парадигмы длится до тех пор, пока существующая парадигма не утрачивает способности решать научные проблемы. На одном из этапов развития «нормальной науки» непременно возникает несоответствие наблюдений и предсказаний парадигмы, возникают аномалии. Когда таких аномалий накапливается достаточно много, прекращается нормальное течение науки и наступает состояние кризиса, которое разрешается научной революцией и сменой парадигм.
Кун считает, что выбор теории на роль новой парадигмы не является логической проблемой: «Ни с помощью логики, ни с помощью теории вероятности невозможно переубедить тех, кто отказывается войти в круг. Логические посылки и ценности, общие для двух лагерей при спорах о парадигмах, недостаточно широки для этого. Как в политических революциях, так и в выборе парадигмы нет инстанции более высокой, чем согласие соответствующего сообщества». На роль парадигмы научное сообщество выбирает ту теорию, которая, как представляется, обеспечивает «нормальное» функционирование науки. Смена основополагающих теорий выглядит для ученого как вступление в новый мир, в котором находятся совсем иные объекты, понятийные системы, обнаруживаются иные проблемы и задачи: «Парадигмы вообще не могут быть исправлены в рамках нормальной науки. Вместо этого… нормальная наука в конце концов приводит только к осознанию аномалий и к кризисам. А последние разрешаются не в результате размышления и интерпретации, а благодаря в какой-то степени неожиданному и неструктурному событию, подобно переключению гештальта. После этого события ученые часто говорят о „пелене, спавшей с глаз“, или об „озарении“, которое освещает ранее запутанную головоломку, тем самым приспосабливая её компоненты к тому, чтобы увидеть их в новом ракурсе, впервые позволяющем достигнуть её решения». Таким образом, научная революция как смена парадигм не подлежит рационально-логическому объяснению, потому что суть дела в профессиональном самочувствии научного сообщества: либо сообщество обладает средствами решения головоломки, либо нет — тогда сообщество их создает.
Мнение о том, что новая парадигма включает старую как частный случай, Кун считает ошибочным. Кун выдвигает тезис о несоизмеримости парадигм. При изменении парадигмы меняется весь мир ученого, так как не существует объективного языка научного наблюдения. Восприятие ученого всегда будет подвержено влиянию парадигмы.
В отличие от К. Поппера, который считает, что развитие науки можно объяснить исходя только из логических правил, Кун вносит в эту проблему «человеческий» фактор, привлекая к её решению новые, социальные и психологические мотивы..

#### «Анархистская эпистемология» П. Фейерабенда
Пол Фейерабенд (1924—1994) высказал следующие идеи: методологический анархизм и правило anything goes, антиавторитаризм, принцип пролиферации теорий, идею несоизмеримости научных теорий.
Основной принцип Фейерабенда — «anything goes» (всё дозволено). Познание социально детерминировано, критерии рациональности, истины и объективности относительны. Значение научного метода сильно преувеличено: ученые часто действуют иррационально. Следовательно, пригоден любой способ действия, могущий привести к цели (anything goes — все пойдет).
Следовательно, уместен антиавторитаризм: не существует абсолютного объективного критерия истинности в познании. Требование логической преемственности неразумно: оно сохраняет более старую, а не лучшую теорию. Новые гипотезы никогда не согласуются со всеми известными фактами: факты формируются старой идеологией.
Принцип пролиферации (умножения, увеличения числа) теорий: новые теории не выводятся из старых, а противоречат им. Движение науки не поступательно, оно осуществляется благодаря борьбе альтернатив. Следовательно, для объективного познания необходимо разнообразие мнений. Вера в объективную истину ведет к авторитаризму в науке.
Идея несоизмеримости научных теорий: не существует универсального научного языка, в разное время различные ученые вкладывают различный смысл в одни и те же термины.

### Итог
Позитивизм поставил цель изгнать метафизику из науки. Под метафизикой понимались ненаблюдаемые сущности и непроверяемые утверждения. Философия должна была тоже быть очищена от метафизических построений и вместо разработки метафизических систем заняться анализом языка. Программа позитивистов не была реализована, постпозитивисты показали, что в науке всегда содержатся метафизические допущения и, следовательно, изгоняя метафизику, придется разрушить и науку. Позитивисты были не одиноки в борьбе с метафизикой. Значительными течениями в философии науки являются также конвенционализм (П. Дюэм, А. Пуанкаре), инструментализм (Дьюи), операционализм и прагматизм.
Положительным итогом борьбы с метафизикой можно признать то, что в современной философии не принято строить метафизических систем, она обычно представляет собой разработку метода или логико-лингвистический анализ языка. После возвращения метафизики в науку в философии науки начали обсуждать её статус и дискуссии ушли в другое русло. См. Реализм и Натурализм. С другой стороны, критика постпозитивистов подорвала основы рациональной традиции в философии, поставив под вопрос критерии прогрессивного развития научного знания. Рационалистическая философская традиция фактически лишилась концептуального обоснования, и в настоящее время философия не имеет всеми разделяемых критериев научности, рациональности и не может полноценно противостоять развитию и распространению псевдо- и лженаучных направлений.

## Научные войны
После публикации Томасом Куном книги «Структура научных революций» множество представителей академического сообщества подвергли науку критике с самых разных точек зрения. Защитники науки попытались доказать ограниченность этих взглядов, показывая, что специфический «научный метод намного более силён, чем то полагают критики. Ожесточённые споры между ними, продолжавшиеся в течение многих лет без окончательного решения, получили название научные войны». Ряд авторов, выступавших в качестве защитников науки, счёл наиболее удобным инструментом для этих целей философию прагматизма и использовал для защиты науки некоторые идеи трёх крупнейших представителей прагматизма — Чарльза Пирса, Уильяма Джеймса и Джона Дьюи.